# Linea Hakubi
La linea Hakubi (伯備線?, Hakubi-sen) è una ferrovia regionale a scartamento ridotto che collega le città di Kurashiki e Yonago, la prima nella prefettura di Okayama e la seconda nella prefettura di Tottori, in Giappone, e attraversa la regione montagnosa del Chūgoku seguendo il percorso del fiume Takahashi e passa per la città di Niimi. La ferrovia è gestita dalla West Japan Railway Company (JR West) e supporta il pagamento con la scheda ICOCA fra Kurashiki e Bitchū-Takahashi.

## Caratteristiche
La linea fra Kurashiki e Niizato è sotto il controllo giurisdizionale degli uffici di Okayama, mentre il tratto fra Kami-Iwami e Hōki-Daisen è sotto il controllo di Yonago. La divisione degli ambiti della ferrovia è fra Niizato e Kami-Iwami. Il colore della linea nel tratto di Okayama e arancio vermiglio, mentre la tratta di Yonago è di colore blu.

## Stazioni
Elencate in ordine da Kurashiki a Hōki-Daisen.
| Stazione         | Giapponese | Distanza | Collegamenti                                                                      | Posizione | Posizione |
| ---------------- | ---------- | -------- | --------------------------------------------------------------------------------- | --------- | --------- |
| Kurashiki        | 倉敷       | 0.0      | ■ Linea principale Sanyō ● Linea principale Mizushima (stazione di Kurashiki-shi) | Kurashiki | Okayama   |
| Kiyone           | 清音       | 7.3      | ● Linea Ibara                                                                     | Sōja      | Okayama   |
| Sōja             | 総社       | 10.7     | ■ Linea Kibi ● Linea Ibara                                                        | Sōja      | Okayama   |
| Gōkei            | 豪渓       | 15.3     |                                                                                   | Sōja      | Okayama   |
| Hiwa             | 日羽       | 19.0     |                                                                                   | Sōja      | Okayama   |
| Minagi           | 美袋       | 22.7     |                                                                                   | Sōja      | Okayama   |
| Bitchū-Hirose    | 備中広瀬   | 29.6     |                                                                                   | Takahashi | Okayama   |
| Bitchū-Takahashi | 備中高梁   | 34.0     |                                                                                   | Takahashi | Okayama   |
| Kinoyama         | 木野山     | 38.8     |                                                                                   | Takahashi | Okayama   |
| Bitchū-Kawamo    | 備中川面   | 42.7     |                                                                                   | Takahashi | Okayama   |
| Hōkoku           | 方谷       | 47.4     |                                                                                   | Takahashi | Okayama   |
| Ikura            | 井倉       | 55.2     |                                                                                   | Niimi     | Okayama   |
| Ishiga           | 石蟹       | 59.7     |                                                                                   | Niimi     | Okayama   |
| Niimi            | 新見       | 64.4     | ■ Linea Kishin                                                                    | Niimi     | Okayama   |
| Nunohara         | 布原       | 68.3     |                                                                                   | Niimi     | Okayama   |
| Bitchū-Kōjiro    | 備中神代   | 70.8     | ■ Linea Geibi                                                                     | Niimi     | Okayama   |
| Ashidachi        | 足立       | 77.0     |                                                                                   | Niimi     | Okayama   |
| Niizato          | 新郷       | 82.8     |                                                                                   | Niimi     | Okayama   |
| Kami-Iwami       | 上石見     | 86.7     |                                                                                   | Nichinan  | Tottori   |
| Shōyama          | 生山       | 95.4     |                                                                                   | Nichinan  | Tottori   |
| Kamisuge         | 上菅       | 98.9     |                                                                                   | Hino      | Tottori   |
| Kurosaka         | 黒坂       | 103.7    |                                                                                   | Hino      | Tottori   |
| Neu              | 根雨       | 111.3    |                                                                                   | Hino      | Tottori   |
| Muko             | 武庫       | 116.0    |                                                                                   | Kofu      | Tottori   |
| Ebi              | 江尾       | 118.1    |                                                                                   | Kofu      | Tottori   |
| Hōki-Mizoguchi   | 伯耆溝口   | 127.3    |                                                                                   | Hōki      | Tottori   |
| Kishimoto        | 岸本       | 132.3    |                                                                                   | Hōki      | Tottori   |
| Hōki-Daisen      | 伯耆大山   | 138.4    | ■ Linea principale San'in                                                         | Yonago    | Tottori   |